# 欺騙古魯菲
〈欺騙古魯菲〉（古諾斯語： [ˈɟʏlvaˌɟɪnːɪŋɡ]）是散文埃達的第一部分，〈欺騙古魯菲〉中提到了亞薩神族的誕生與毀滅，以及北歐神話中的許多議題。散文埃達的第二部分為〈詩人的藝術語言〉，第三部分為〈韻律一覽〉。

## 大意
古魯菲是瑞典的國王，古魯菲有次被一位亞薩女神捉弄，於是好奇是不是所有的亞薩神族都能夠隨心所欲地使用魔法，便踏上了前往阿斯嘉德的旅程，但旅途中遭到其他亞薩神族捉弄，抵達了另一個有雄偉宮殿的地方，在宮殿中古魯菲遇見了一個男人，男人詢問古魯菲叫什麼名字，古魯菲佯稱自己名為甘格利（Gangleri），男人便帶著甘格利去見宮殿的三位主人：至高者、同樣至高者，與第三者。
如同許多薩迦文學的劇情，三位主人希望甘格利展現智慧，便要求甘格利回答問題，這些問題都和北歐神話、北歐神祇，與諸神黃昏有關。
在故事的最後整個宮殿和所有人都憑空消失，只剩下古魯菲站在空地之中。有人認為這是作者有意為之，如此便可以在基督教的世界中安全的傳達北歐異教的內容。

### 書籍
- Lindow, John. . Oxford University Press. 2002  [2021-09-21]. ISBN 978-0-19-983969-8. （原始内容存档于2019-06-24） （英语）.
- Orchard, Andy. . Cassell. 1997  [2021-09-21]. ISBN 978-0-304-34520-5. （原始内容存档于2021-11-09） （英语）.

## 外部連結

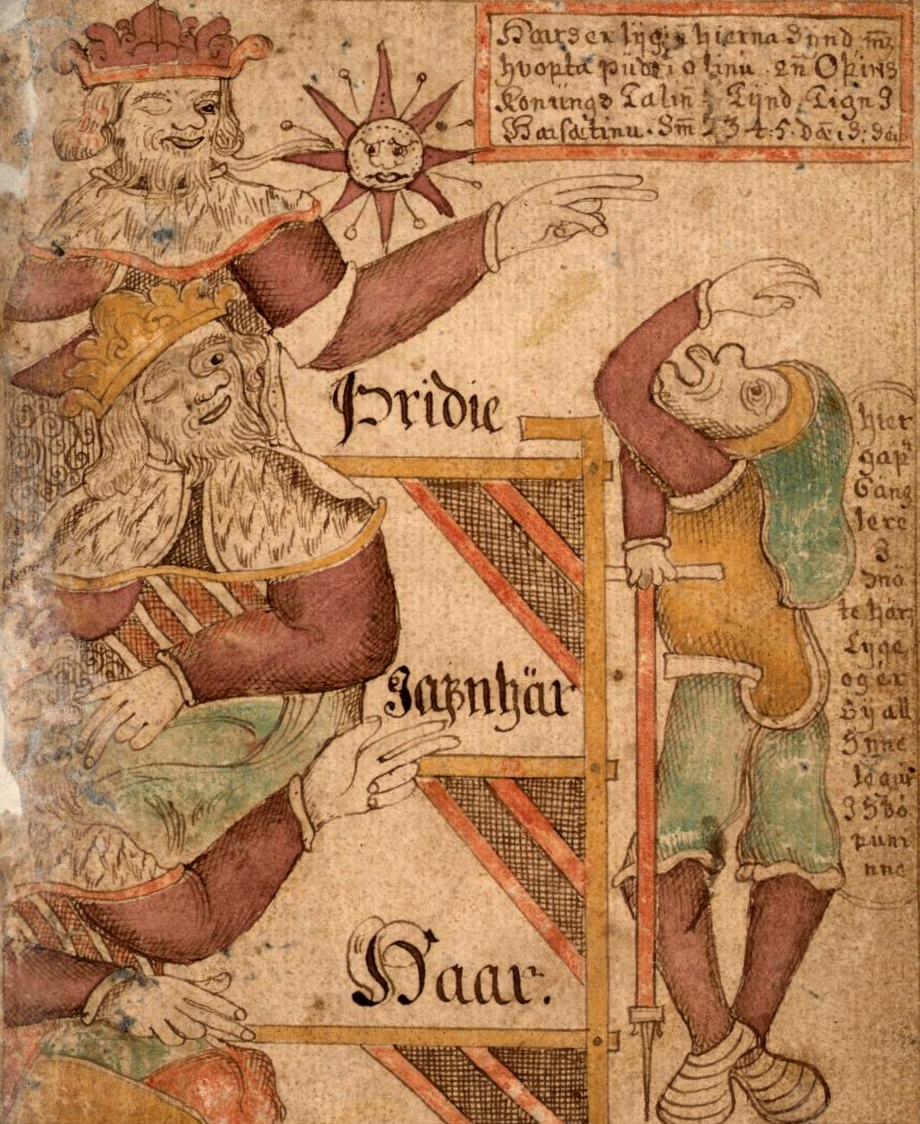
欺騙古魯菲的插圖，出自於SÁM 66。

- Gylfaginning in Old Norse at heimskringla.no
- Text of all original manuscripts
- The text with modern Icelandic spelling （页面存档备份，存于）
- English translation （页面存档备份，存于）